# Ellas saben lo que quieren
Ellas saben lo que quieren (título originalben francés: Sous les jupes des filles) es una película dramática y de comedia francesa de 2014, dirigida por Audrey Dana. Relata la vida de once mujeres que trabajan en la ciudad de París, protagonizadas por Isabelle Adjani, Alice Belaïdi, Laetitia Casta, Audrey Dana, Julie Ferrier, Audrey Fleurot, Marina Hands, Géraldine Nakache, Vanessa Paradis, Alice Taglioni y Sylvie Testud.

## Sinopsis
París en primavera. Once mujeres, madres de familia, mujeres de negocios, solteras o casadas, encarnan las distintas facetas de la mujer de hoy: hermosa y paradójica, a veces desorientada, pero siempre llena de vitalidad. Alegres, explosivas, insolentes, incomprendidas, complejas, acomplejadas, celosas. 

## Soundtrack
1. "The Seasons Lost Their Jazz" - Natalia Doco - 3:13
2. "The Good the Bad & the Crazy" - Imany - 2:48
3. "Try Again" (Theme) - Imany - 1:00
4. "Don't Be So Shy" - Sherika Sherard - 3:17
5. "Dropped Down" - Emilie Gassin - 3:10
6. "The Seasons Lost Their Jazz" (Theme) - Imany - 1:42
7. "Sitting on the Ground" - Axelle Rousseau - 3:16
8. "Try Again" - Imany, Emilie Gassin, Natalia Doco, Axelle Rousseau & Sherika Sherard - 3:19
9. Don't Be So Shy - Imany - 3:02
10. "The Good the Bad & the Crazy" (Jazz Theme) - Imany - 2:02
11. "The Seasons Lost Their Jazz" (Choral Version) - Imany, Natalia Doco, Axelle Rousseau & Sherika Sherard - 3:13
12. "The Good the Bad & the Crazy" (Movie Version) - Imany - 3:52